# Jättakullen
Jättakullen i Södra Härene socken i Vårgårda kommun i Västergötland är en kulle i vilken Nordens största hällkista är belägen. Platsen ligger mellan Nossan och E20 i höjd med Södra Härene kyrka. Hällkistan är helt frilagd från högen och är 14 gånger 4 meter stor. Gravens både sidor består av elva mäktiga stenhällar. Invändigt är den indelad i tre rum genom tvärställda hällar. På den enda kvarvarande takhällen återfinns skålgropar. Den är daterad till omkring 1500 före Kristus, det vill säga övergångsperioden mellan yngre stenålder och äldre bronsålder.
En kilometer söder om Jättakullen ligger gravfältet Lundskullen mellan Nossan och E20. Det består av en hällkista (10x2 meter), fyra gravhögar, 18 runda stensättningar, en treudd (10 meter i sida), en domarring (9 meter i diameter) och 40 resta stenar. Gravfältet är kraftigt skadade av äldre grustäkter i dess södra del. 

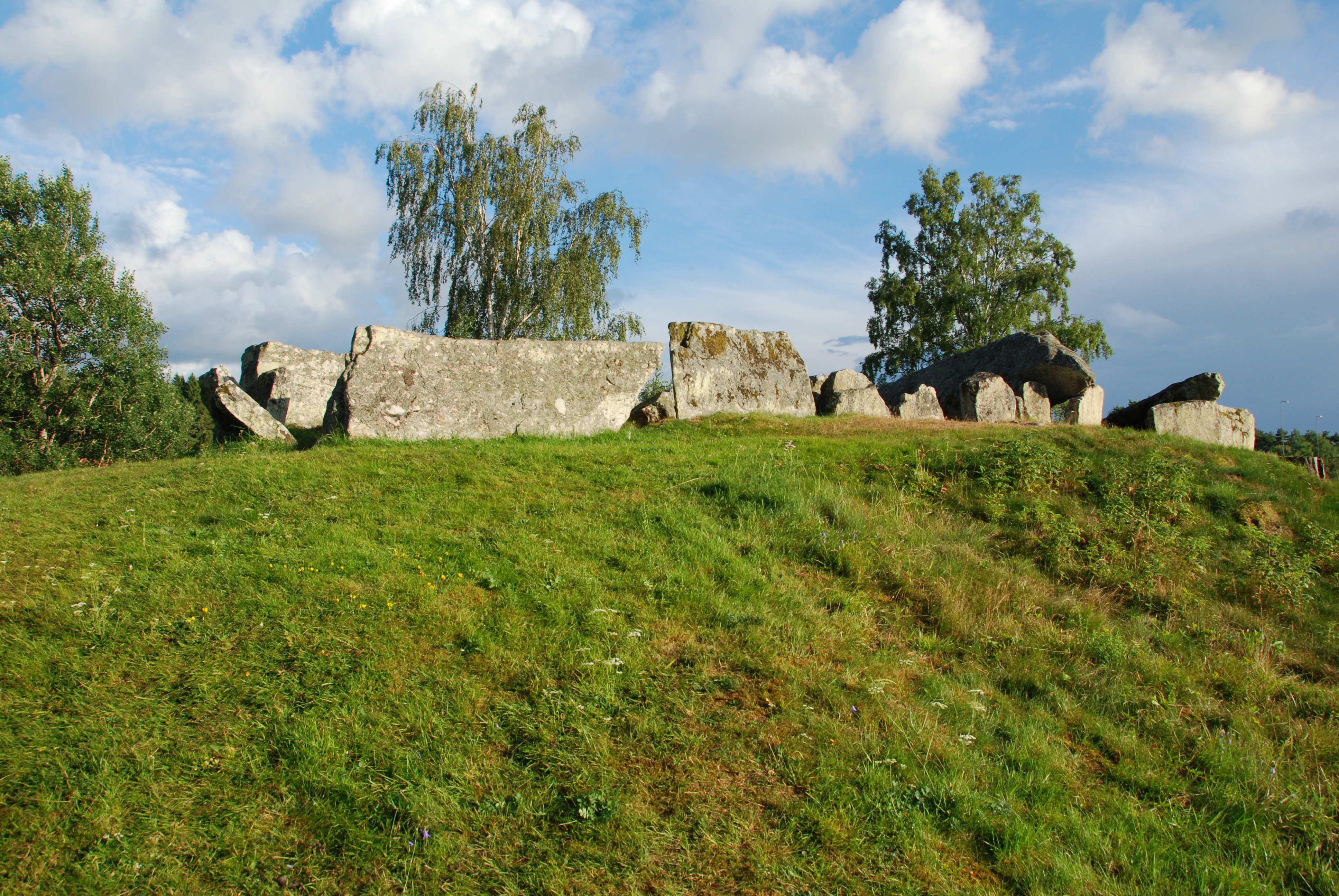
Jättakullen
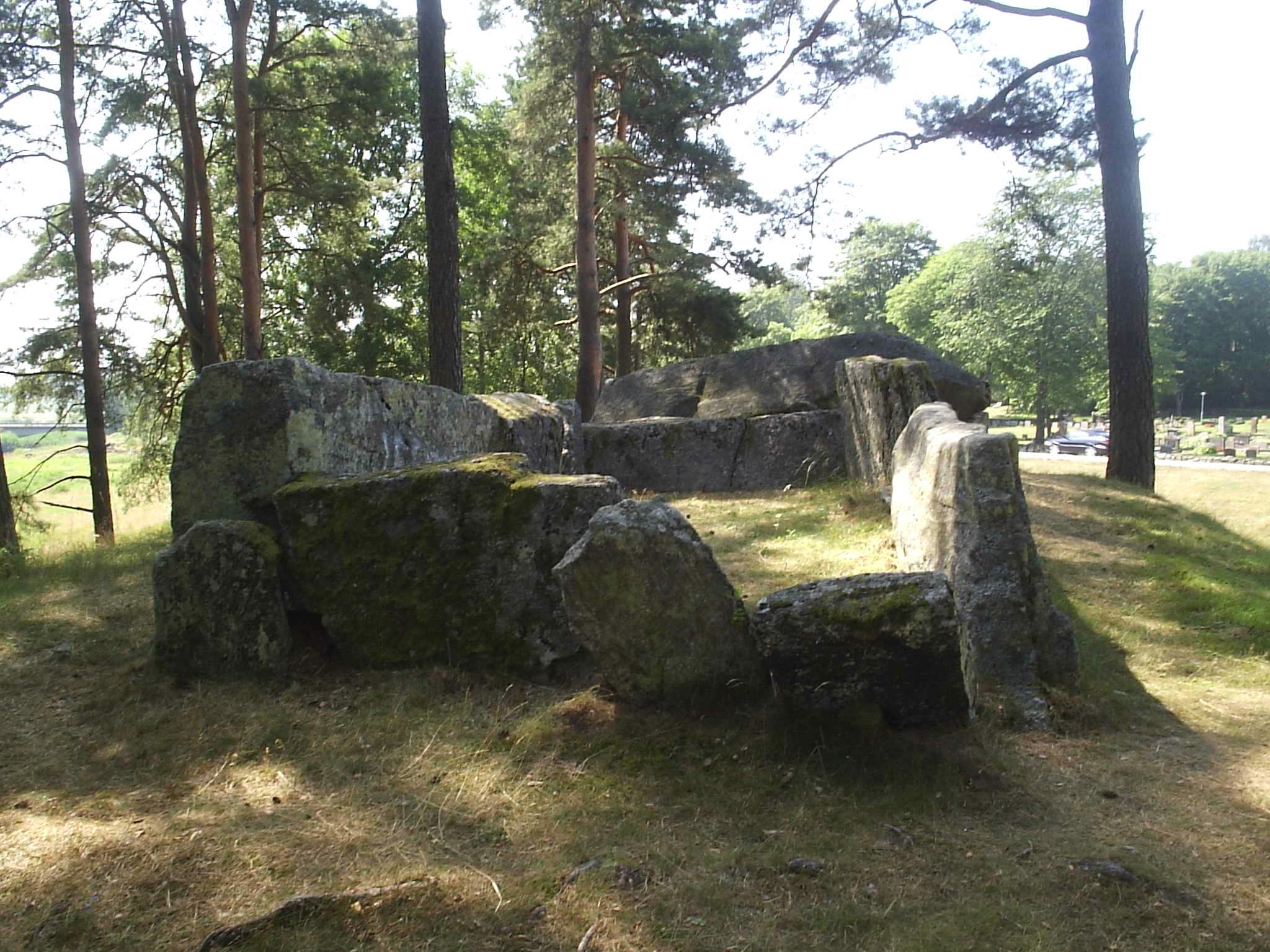
Jättakullen
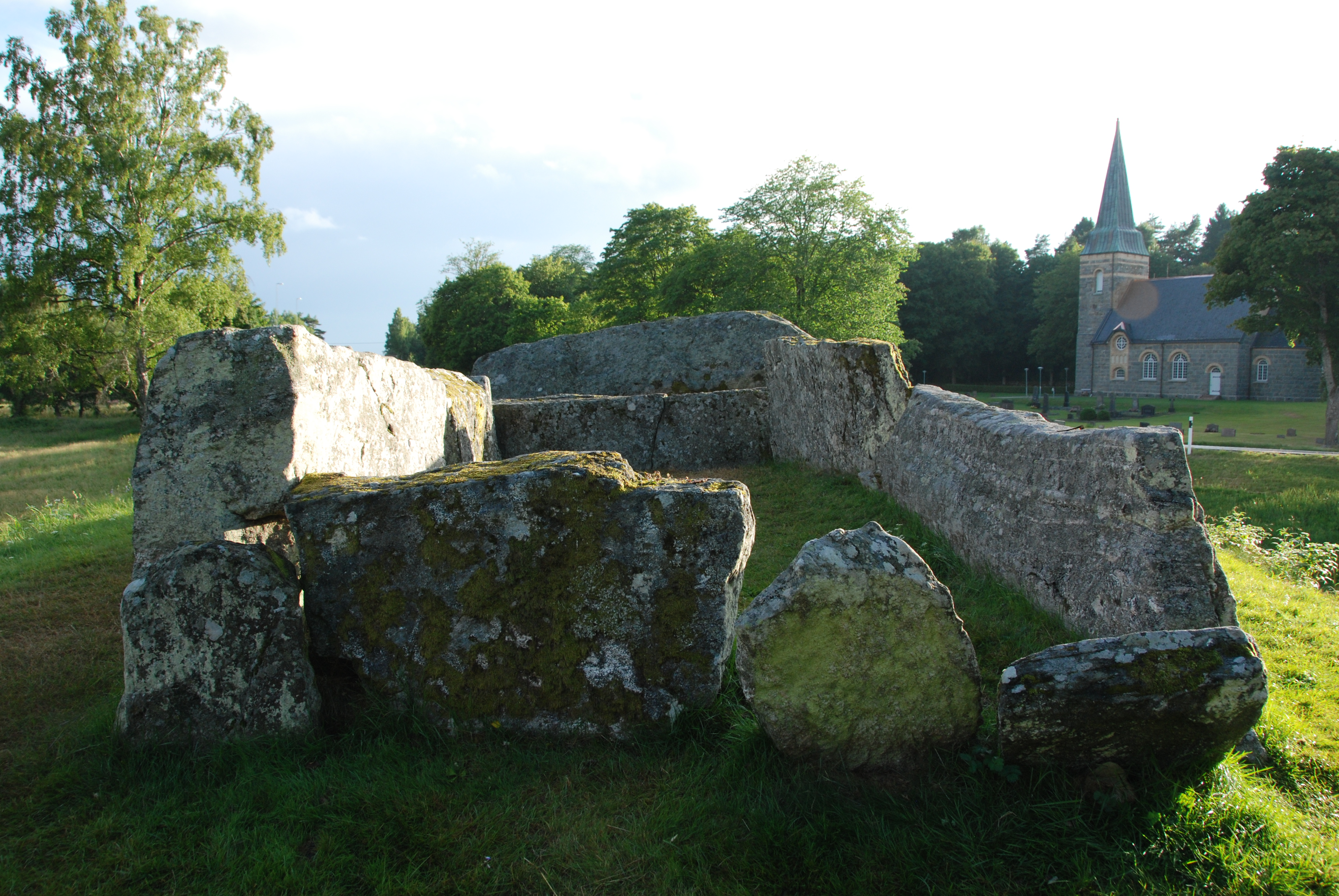
Jättakullen

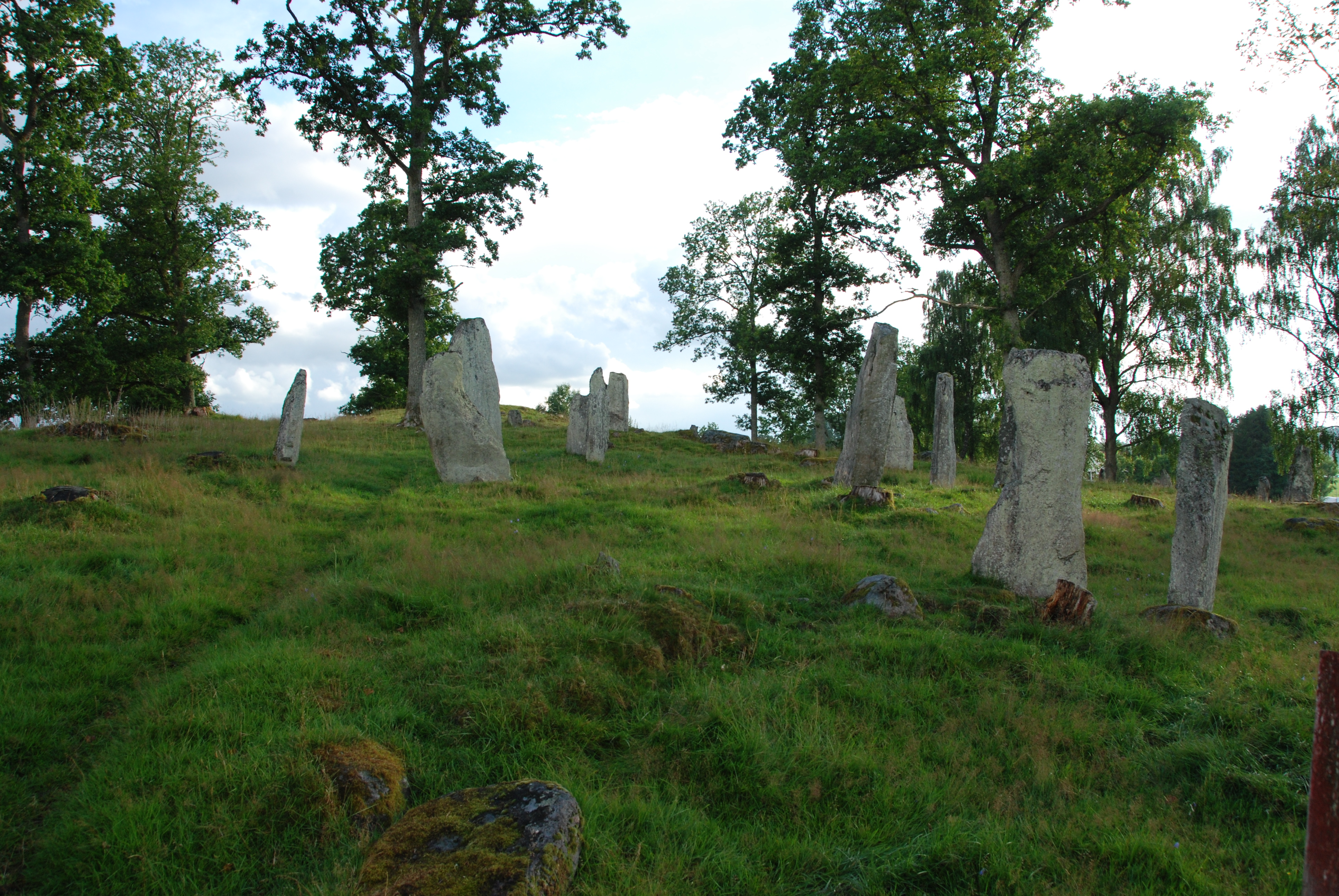
Lundskullen
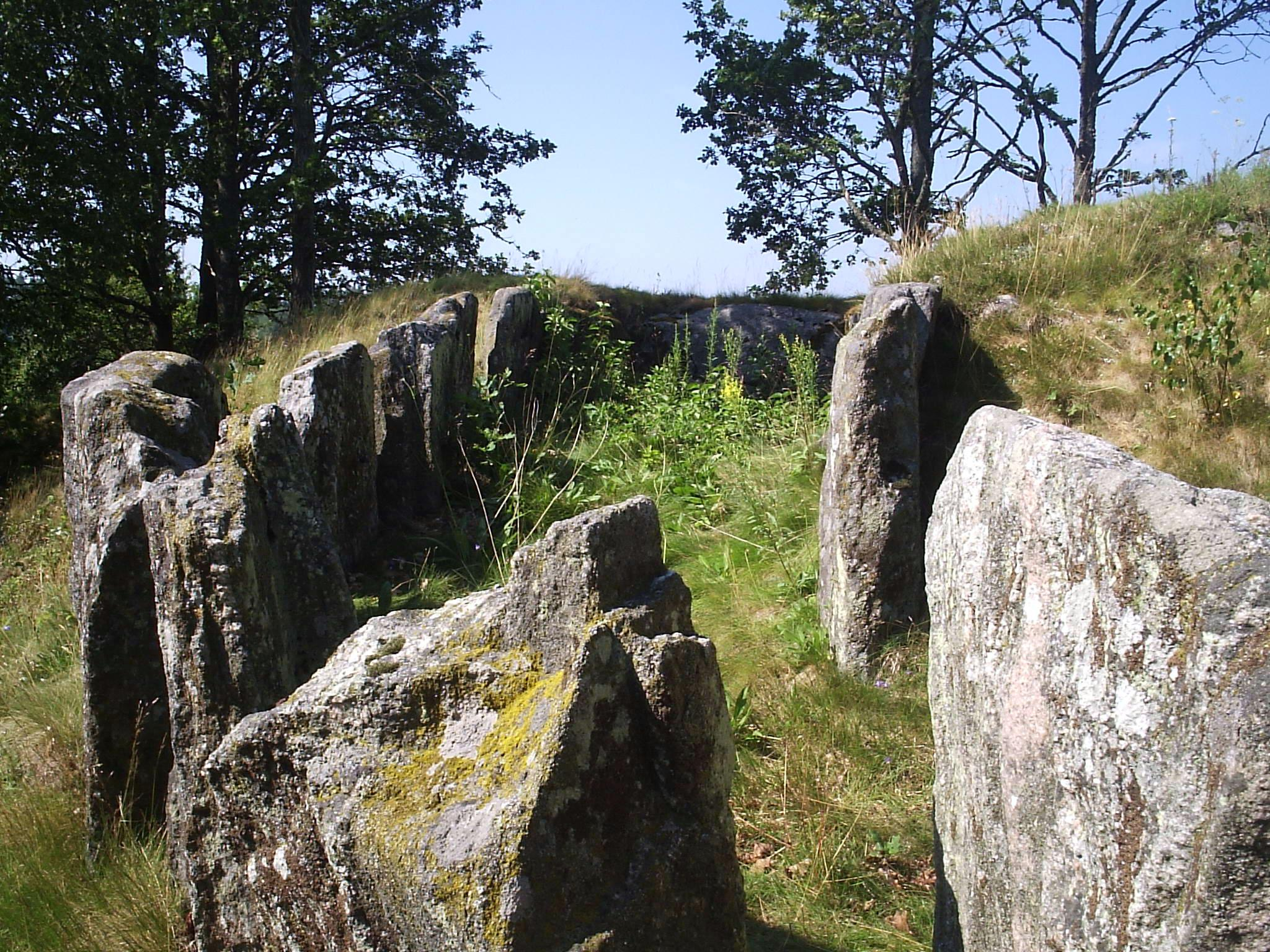
Lundskullen
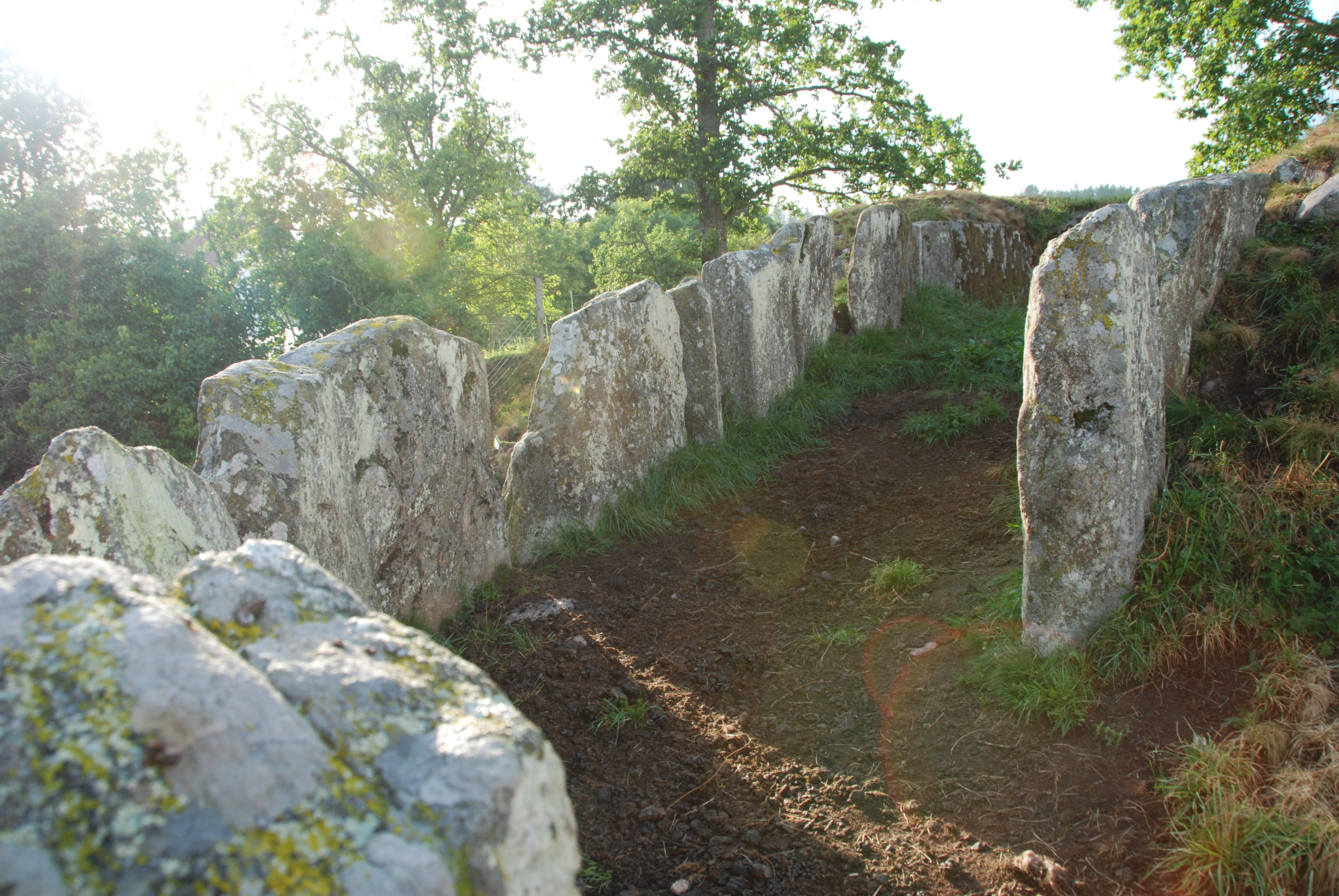
Hällkistan Lundskullen
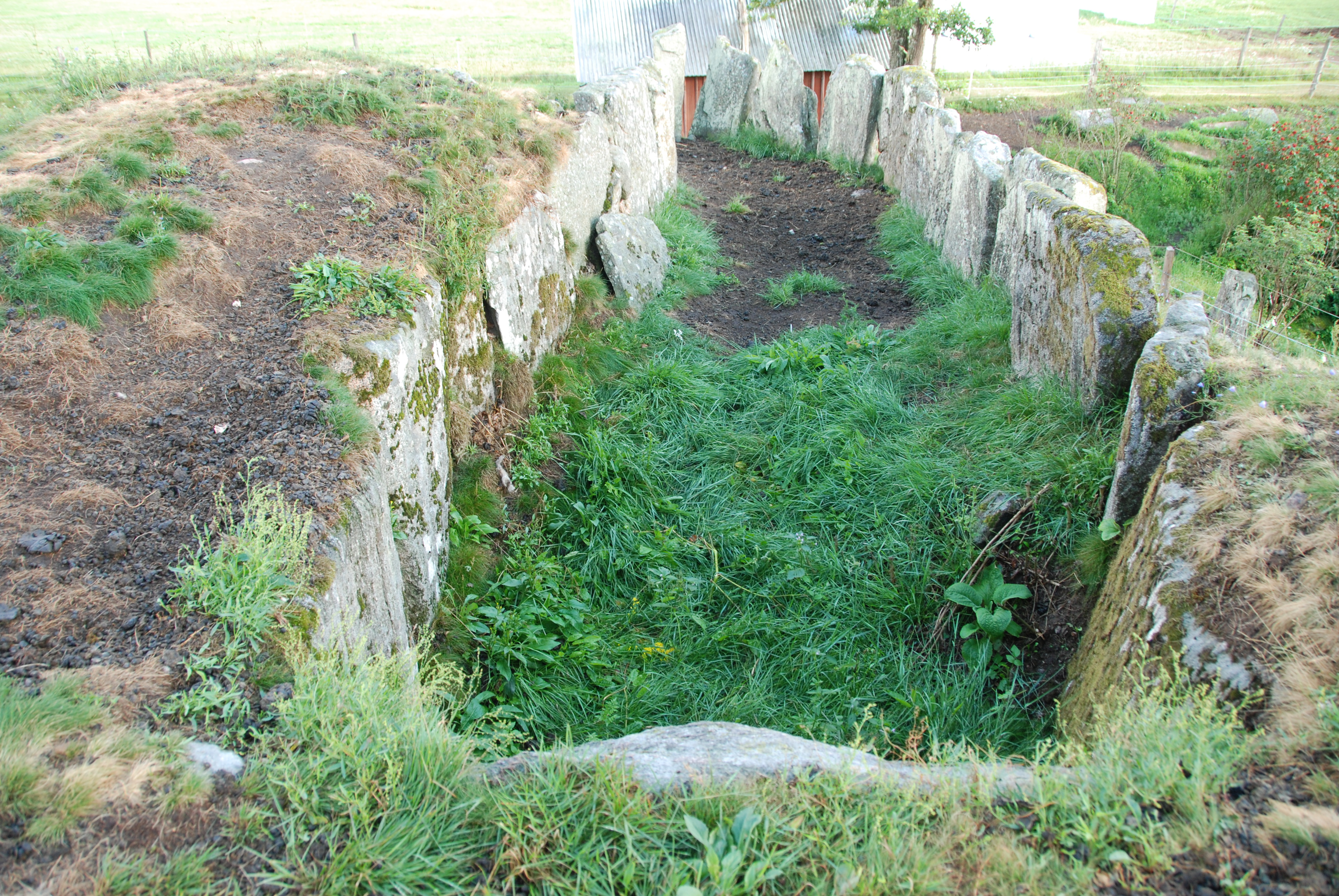
Hällkistan Lundskullen